# Komorów (Busko)
Pour les articles homonymes, voir Komorów.
Komorów est une localité polonaise de la gmina de Pacanów, située dans le powiat de Busko en voïvodie de Sainte-Croix.